# سينوكائين
السينوكائين (INN/BAN) أو الديبوكائين (USAN) هو مخدر موضعي أميد. من بين أقوى أدوية التخدير الموضعي طويلة المفعول وأكثرها سمية، يقتصر الاستخدام الحالي للسينكوكايين بشكل عام على التخدير النخاعي والموضعي. ويباع تحت الأسماء التجارية Cincain وNupercainal وNupercaine وSovcaine.